# 皮埃尔 (卡尔瓦多斯省)
皮埃尔（法語：Pierres，法語發音：[pjɛʁ] ⓘ）是法国卡尔瓦多斯省的一个旧市镇，属于维尔区。2016年，皮埃尔与临近的13个市镇合并为新市镇瓦尔达利耶尔。

## 地理
皮埃尔（48°52'16"N, 0°44'3"W）面积9.73 平方千米，位于法国诺曼底大区卡爾瓦多斯省，该省份为法国西北部沿海省份，北濒大西洋英吉利海峡，东北与滨海塞纳省以海上边界相接，东临厄尔省，南至奧恩省，西与芒什省接壤。
与皮埃尔接壤的市镇（或旧市镇、城区）包括：谢讷多莱、埃特里、普雷勒、吕利、勒泰伊博卡日、瓦西。

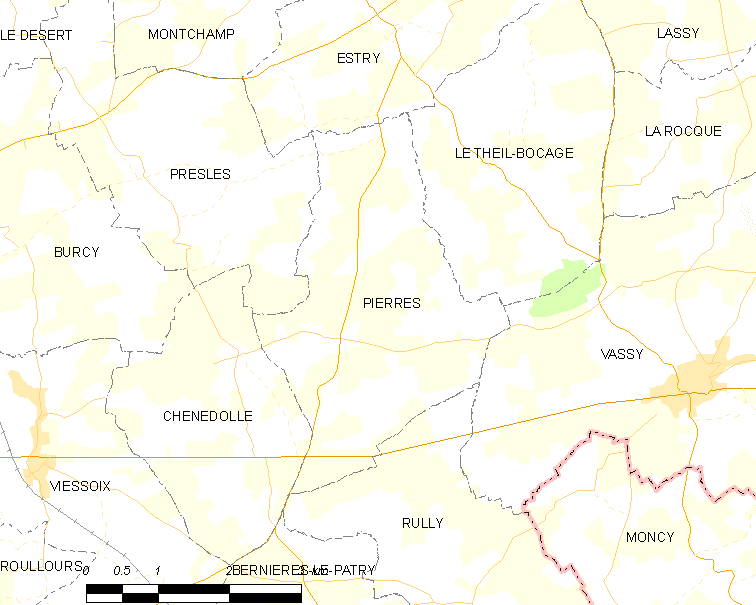
的OSM定位图

皮埃尔的时区为UTC+01:00、UTC+02:00（夏令时）。

## 行政
皮埃尔的邮政编码为14410，INSEE市镇编码为14503。

## 政治
皮埃尔所属的省级选区为诺曼底地区孔代县。

## 人口

1962-2008年间人口变化图示

皮埃尔于2018年1月1日时的人口数量为218人。